# Parafia Przenajświętszej Trójcy w Zawierciu
Parafia Przenajświętszej Trójcy – parafia katolicka w Zawierciu, w sołectwie Skarżyce. Należy do dekanatu Zawiercie – NMP Królowej Polski archidiecezji częstochowskiej.
Została utworzona w 1616 roku. Kościół parafialny został zbudowany w stylu barokowym (XVI w.).